# Date A Live: The Movie – Mayuri Judgement
Date A Live: The Movie – Mayuri Judgement (: 劇場版 デート ア ライブ 万由里ジャッジメント Gekijōban Dēto A Raibu: Mayuri Jajjimento?) es una película de anime japonesa de 2015 perteneciente al género de comedia y cine de fantasía, basada en la serie de novelas ligeras de Date A Live de Kōshi Tachibana. Fue producida por Production IMS, la película está dirigida por Keitaro Motonaga a partir de un guion escrito por Hideki Shirane. En la película, una esfera gigante misteriosa aparece sobre Ciudad Tengu mientras Shido Itsuka conoce a una chica misteriosa.
La primera película de anime de la franquicia se anunció en junio de 2014. La película se basaría en una historia original escrita y supervisada por Tachibana, cuyo título se reveló en diciembre de 2014. Sora Amamiya se unió al elenco que regresa de la serie de televisión de anime Date A Live. para dar voz al nuevo personaje llamado Mayuri.
Date A Live: The Movie - Mayuri Judgement se estrenó en Japón el 22 de agosto de 2015 y recaudó $247,826 en todo el mundo.

## Argumento
Después de su concierto, Miku Izayoi invita a Shido Itsuka, Tohka Yatogami, Kotori Itsuka, Yoshino Himekawa y las gemelas Yamai Kaguya y Yuzuru a una piscina cubierta reservada. Mientras el grupo se dirige a casa, Shido comienza a ver a una chica misteriosa que solo es visible para él, pero esta última desaparece rápidamente. A la mañana siguiente, Shido encuentra una misteriosa esfera enorme flotando sobre la ciudad de Tengu, pero parece invisible para todos y solo puede ser detectada por el radar de Fraxinus. Reine Murasame sospecha que la esfera está formada por las energías espirituales de las seis chicas que emiten inconscientemente debido a sus fuertes sentimientos por Shido. Ella sugiere que Shido salga con cada una de las seis chicas para aliviar su deseo emocional y hacer desaparecer la esfera, comenzando con Kaguya, Miku, Yoshino, Yuzuru, Kotori y Tohka. La chica misteriosa vigila a Shido mientras sale con cada una de las chicas.
En su última cita con Tohka, que fue interrumpida antes por Origami Tobiichi, Shido conoce a la misteriosa chica, que se presenta como Mayuri, y se entera de que nació de los poderes espirituales de las chicas que selló y que está conectada a la esfera llamada Kerubiel. Mientras Mayuri se despide de Shido después de completar su misión de controlar el estado de ánimo de las chicas, Kerubiel se transforma en su forma de ángel y las ataca, pero Tohka las rescata y la llegada de otras chicas. Secuestra a Mayuri y continúa atacando a las chicas en sus formas espirituales. Reine se da cuenta de que el Ángel de Mayuri se volvió violento debido a su conexión con sus celos de las chicas que salían con Shido. Cuando Shido mencionó su deseo de salvar a Mayuri, los poderes espirituales de las chicas se abren temporalmente, ayudándolas en su lucha contra Kerubiel.
Después de rescatar a Mayuri, Kerubiel sufre otra transformación y continúa su asalto. Mientras Shido intenta proteger a todos, Kurumi Tokisaki lo salva en secreto mientras los poderes espirituales de las chicas que Mayuri reunió comienzan a resonar con Tohka, dándole un nuevo vestido astral. Con la ayuda de Mayuri al besar a Shido, Tohka destruye a Kerubiel. Mayuri comienza a desaparecer debido al beso que sella su apariencia intangible, dejando a Shido con el corazón roto un collar y una piruleta similares a los que compró para Yuzuru y Kotori en sus respectivas citas anteriores. Unos días después, Shido y Tohka observan cómo se reparan los daños del incidente. Las otras chicas se unen a ellas y solicitan más citas con Shido, pero él las huye.

## Reparto
| Personaje        | Seiyu              |
| ---------------- | ------------------ |
| Shido Itsuka     | Nobunaga Shimazaki |
| Tohka Yatogami   | Marina Inoue       |
| Origami Tobiichi | Misuzu Togashi     |
| Kotori Itsuka    | Ayana Taketatsu    |
| Yoshino Himekawa | Iori Nomizu        |
| Kurumi Tokisaki  | Asami Sanada       |
| Kaguya Yamai     | Maaya Uchida       |
| Yuzuru Yamai     | Sarah Emi Bridcutt |
| Miku Izayoi      | Minori Chihara     |
| Mayuri           | Sora Amamiya       |
| Reine Murasame   | Aya Endō           |
| Kyōhei Kannazuki | Takehito Koyasu    |
| Hinako Shiizaki  | Satomi Akesaka     |

## Producción
En junio de 2014, la cuenta oficial de Twitter de Date A Live anunció que la serie de novelas ligeras de Kōshi Tachibana obtendría una película de anime, y el mismo anuncio se muestra al final del episodio final de Date A Live II (2014). El sitio web oficial de la franquicia reveló el título completo de la película en diciembre de 2014. El actor de voz de Shido Itsuka, Nobunaga Shimazaki, presentó la silueta del personaje principal, Mayuri, durante el evento Date A Fest II en el mismo mes. La película se basaría en una historia original escrita por Tachibana, quien también se desempeñó como supervisor.
Keitaro Motonaga fue revelado como el director de la película en Production IMS en marzo de 2015, junto con el guionista Hideki Shirane y los diseñadores de personajes Satoshi Ishino y Koji Watanabe, quien también se desempeñó como director de animación en jefe.

## Lanzamiento
En junio de 2014 se lanzó un video promocional para el anuncio de Date A Live: The Movie - Mayuri Judgement. En marzo de 2015 se lanzó una imagen promocional de la película. En el mismo mes, Kadokawa promocionó la película en su exhibición en AnimeJapan 2015. En abril de 2015 se lanzó un avance de la película. Durante la venta anticipada de boletos en el mismo mes, los compradores de "Date Tickets" recibieron el folleto guía de la película que contiene el prólogo de la película escrito por Tachibana, bocetos aproximados de Mayuri por Date Tsunako, ilustradora de novelas ligeras de Date A Live, un cuadro de relaciones entre personajes, resúmenes de las dos temporadas de anime de Date A Live, un perfil de Tengu City y un "vistazo" a los guiones gráficos de la película. En julio de 2015 se lanzó un nuevo tráiler de la película. Los socios promocionales de la película incluyeron a Circle K Sunkus, Karaoke no Tetsujin y Bean & Pop.